# Lyrikperformance
Lyrikperformance är ett begrepp som täcker diktframföranden som är något utöver en ordinär uppläsning. Poeter vars diktframföranden kan betecknas som lyrikperformance tillhör ofta avantgardet, såsom till exempel det historiska avantgardet med Dada, samt italiensk och rysk futurism, men också representanter från neoavantgardet, som till exempel beatpoeterna och de konkreta poeternas framföranden av text-ljud-kompositioner på 60-talet. Signifikativt för genren är således dess kombination av performance och diktuppläsning, vilket ofta innebär att konstformen är tvärestetisk.